# Nigeria aux Jeux du Commonwealth
Le Nigeria participe aux Jeux du Commonwealth depuis les Jeux de 1950 à Auckland. Puissance sportive conséquente, il est en neuvième place au classement général des médailles (juste derrière le Kenya). Les médailles nigérianes proviennent principalement des épreuves de boxe, d'haltérophilie, d'athlétisme, de lutte, avec (dans une moindre mesure) des médailles également en tennis de table et en judo.
Le Nigeria est le seul pays à avoir boycotté deux fois les Jeux. Il boycotte seul les Jeux de 1978 pour protester contre la participation de la Nouvelle-Zélande, qui maintient des relations sportives avec l'Afrique du Sud, où sévit alors le régime de l'apartheid. Et il est, avec le Ghana, l'instigateur d'un large boycott des Jeux de 1986, pour protester contre le refus du gouvernement britannique de Margaret Thatcher d'appliquer des sanctions contre de l'Afrique du Sud,. Absent par ailleurs aux Jeux de 1962, le Nigeria est le premier pays à être suspendu du Commonwealth, de 1995 à 1999, pour l'exécution de Ken Saro-Wiwa et d'autres activistes par le régime militaire du dictateur Sani Abacha. Le Nigeria est ainsi interdit de participation aux Jeux de 1998.
À la suite des Jeux de 2014, les Nigérians détiennent dix records des Jeux en haltérophilie, et cinq en athlétisme, dont le 100 mètres dames (Blessing Okagbare : 10 s 85 en 2014) et le 100 mètres hommes T12 pour athlètes malvoyants (Adekunie Adesoji : 11 s 07 en 2006). Les Nigérians ont par ailleurs obtenu de bons résultats dans les épreuves de handisport : trois de leurs quatre médailles d'or en 2006 proviennent de telles épreuves, de même que trois de leur onze médailles d'or en 2010, et quatre de leur onze médailles d'or en 2014.

## Médailles
Résultats par Jeux :
| Année | Médaille d'or | Médaille d'argent | Médaille de bronze | Total   | Rang    |
| ----- | ------------- | ----------------- | ------------------ | ------- | ------- |
| 1950  | 0             | 1                 | 0                  | 1       | 10e     |
| 1954  | 1             | 3                 | 3                  | 7       | 11e     |
| 1958  | 0             | 1                 | 1                  | 2       | 16e     |
| 1962  | absents       | absents           | absents            | absents | absents |
| 1966  | 3             | 4                 | 3                  | 10      | 10e     |
| 1970  | 2             | 0                 | 0                  | 2       | 14e     |
| 1974  | 3             | 3                 | 4                  | 10      | 8e      |
| 1978  | boycott       | boycott           | boycott            | boycott | boycott |
| 1982  | 5             | 0                 | 8                  | 13      | 7e      |
| 1986  | boycott       | boycott           | boycott            | boycott | boycott |
| 1990  | 5             | 13                | 7                  | 25      | 8e      |
| 1994  | 11            | 13                | 13                 | 37      | 4e      |
| 1998  | exclus        | exclus            | exclus             | exclus  | exclus  |
| 2002  | 5             | 3                 | 11                 | 19      | 11e     |
| 2006  | 4             | 6                 | 7                  | 17      | 12e     |
| 2010  | 11            | 8                 | 14                 | 33      | 9e      |
| 2014  | 11            | 11                | 14                 | 36      | 8e      |
| Total | 61            | 66                | 85                 | 212     | 9e      |